# DDG-992 율곡이이
DDG-992 율곡이이(栗谷李珥)는 대한민국 해군의 2번째 세종대왕급 이지스 구축함이다.

## 이름의 유래
이 전함의 이름인 율곡 이이는 조선의 대표적인 유학자, 병조판서이었다. 또한 임진왜란을 예견하고 10만 양병설을 주장했던 인물이었다. 현재 대한민국 5천원권의 화폐인물이다.

## 성능
2006년 11월 건조를 시작해 1조 원을 들여 2년 반 만에 완성된 율곡 이이함이다, SPY-1D(V) 레이더를 비롯한 최첨단 이지스 전투체계를 탑재해 최대 1000km 밖의 해상과 공중의 표적 1000여 개를 탐지 추적할 수 있고, 그중 20여 개의 표적을 동시에 공격할 수 있다.
북한을 비롯한 주변국의 탄도 미사일을 자동 추적할 수 있고 광역 대공방어와 지상 작전지원도 가능하다.
수직발사대로 SM2를 장착하는 Mk.41 80셀과 근거리 함대공 미사일,함대지 순항미사일을 탑재 가능한 KVLS 48셀을 탑재하며 추후 Mk.41을 KVLS로 교체할 예정이다

## 진수식
2008년 11월 14일, 경상남도 거제시 대우조선해양 옥포조선소에서 7600t급 이지스함인 율곡이이함의 진수식이 열렸다. 이상희 국방부 장관과 정옥근 해군참모총장 등 각계 인사가 참석한 가운데 성대하게 진행됐다.
2010년 8월 31일 부산 해군기지에서 정식으로 취역하여 대한민국 해군 제7기동전단의 일원으로서 1년간의 전력화 과정을 거쳐 2011년 6월에 실전배치되었다.

## 제원
- 기준 배수량: 7,650 톤
- 만재 배수량: 10,000 톤 (+2000~3000톤 예상)
- 전장: 165.9m
- 선폭: 21.4m
- 흘수: 6.25m
- 추진: 4 x GE LM2500 (COGAG)
- 속력: 30노트
- 항속거리: 5,500해리 (10,186km)
- 승조원: 300명 내외
- 무장
  - SM-2 Block IIIB
  - RIM-116 램
  - 천룡 순항 미사일 - 한국형 토마호크
  - SSM-700K 해성 - 한국형 하푼
  - 청상어 어뢰
  - 홍상어 (대잠유도탄) - 한국형 아스록
  - 골키퍼 CIWS
  - 127mm Mk45 Mod4
  - SLQ-261K 어뢰음향대항체계
- 탐지 장비
  - 레이다
    - AN/SPY-1D 대공레이다
    - AN/SPQ-9 대수상레이다
    - AN/SPG-62 일루미네이터

  - 소나
    - DSQS-21 BZ-M 함수소나
    - SQR-220K 흑룡 예인소나